# Ours de Toulouse
Gli Ours de Toulouse sono una squadra di football americano di Tolosa, in Francia; fondati nel 1983 come Centurians de Toulouse, nel 1986 sono diventati Ours.

## Dettaglio stagioni

### Amichevoli
| Stagione | Vin | Par | Per | Tot | PF | PS | avversaria   |
| -------- | --- | --- | --- | --- | -- | -- | ------------ |
| 1990     | ?   | ?   | ?   | 1   | ?  | ?  | Moscow Bears |
| 1992     | ?   | ?   | ?   | 1   | ?  | ?  | Catalogna    |
| Totale   | ?   | ?   | ?   | 1   | ?  | ?  |              |

### Tornei nazionali

#### Campionato

##### Division Élite
| Stagione | regular season | regular season | regular season | regular season | regular season | regular season | playoff | playoff | playoff | playoff | playoff | playoff   | playoff                  |
|          | Vin            | Par            | Per            | Tot            | PF             | PS             | Vin     | Per     | Tot     | PF      | PS      | risultato | avversaria               |
| -------- | -------------- | -------------- | -------------- | -------------- | -------------- | -------------- | ------- | ------- | ------- | ------- | ------- | --------- | ------------------------ |
| 2022     | 5              | 1              | 4              | 10             | 218            | 245            | 0       | 1       | 1       | 0       | 41      | Wild Card | Black Panthers de Thonon |
| 2023     | 7              | 1              | 2              | 10             | 184            | 142            | 0       | 1       | 1       | 26      | 35      | Wild Card | Pionniers de Touraine    |
| 2024     | 5              | 0              | 5              | 10             | 136            | 172            | -       | -       | -       | -       | -       | -         | -                        |
| Totale   | 17             | 2              | 11             | 30             | 538            | 559            | 0       | 2       | 2       | 26      | 76      |           |                          |

Fonti: Enciclopedia del Football - A cura di Massimo Mezzetti

##### Challenge Féminin
| Stagione | regular season | regular season | regular season | regular season | regular season | regular season | playoff | playoff | playoff | playoff | playoff | playoff   | playoff    |
|          | Vin            | Par            | Per            | Tot            | PF             | PS             | Vin     | Per     | Tot     | PF      | PS      | risultato | avversaria |
| -------- | -------------- | -------------- | -------------- | -------------- | -------------- | -------------- | ------- | ------- | ------- | ------- | ------- | --------- | ---------- |
| 2015     | 0              | 0              | 2              | 2              | 18             | 114            | -       | -       | -       | -       | -       | -         | -          |
| 2016     | 1              | 0              | 3              | 4              | 48             | 106            | -       | -       | -       | -       | -       | -         | -          |
| Totale   | 1              | 0              | 5              | 6              | 66             | 220            | -       | -       | -       | -       | -       |           |            |

Fonti: Enciclopedia del Football - A cura di Massimo Mezzetti

##### Deuxième Division
| Stagione | regular season | regular season | regular season | regular season | regular season | regular season | playoff | playoff | playoff | playoff | playoff | playoff          | playoff               |
|          | Vin            | Par            | Per            | Tot            | PF             | PS             | Vin     | Per     | Tot     | PF      | PS      | risultato        | avversaria            |
| -------- | -------------- | -------------- | -------------- | -------------- | -------------- | -------------- | ------- | ------- | ------- | ------- | ------- | ---------------- | --------------------- |
| 2017     | 7              | 0              | 2              | 9              | 225            | 136            | 0       | 1       | 1       | 14      | 21      | Quarti di finale | Centaures de Grenoble |
| 2018     | 6              | 2              | 2              | 10             | 252            | 133            | 0       | 1       | 1       | 37      | 63      | Quarti di finale | Centaures de Grenoble |
| Totale   | 13             | 2              | 4              | 19             | 477            | 269            | 0       | 2       | 2       | 51      | 84      |                  |                       |

Fonti: Enciclopedia del Football - A cura di Massimo Mezzetti

### Riepilogo fasi finali disputate
| Anno           | Luogo    | Evento            | Fase del torneo  | Incontro                                    | Risultato |
| 21 maggio 2017 | Tolosa   | Deuxième Division | Quarti di finale | Ours de Toulouse - Centaures de Grenoble    | 14 - 21   |
| 26 maggio 2018 | Grenoble | Deuxième Division | Quarti di finale | Centaures de Grenoble - Ours de Toulouse    | 63 - 37   |
| 18 giugno 2022 |          | Division Élite    | Wild Card        | Black Panthers de Thonon - Ours de Toulouse | 41 - 0    |
| 3 giugno 2023  |          | Division Élite    | Wild Card        | Ours de Toulouse - Pionniers de Touraine    | 26 - 35   |

## Palmarès
- 2 Casque d'Argent (2006, 2011)
- 1 Campionato nazionale flag cadetti (2005)